# Nokia 3.1
Nokia 3.1，是一款运行Android操作系统的诺基亚品牌中端智能手机。

## 规格

### 硬件
Nokia 3.1由联发科MT6750中央处理器驱动，分四种规格：2GB RAM + 16GB ROM、2GB RAM + 32GB ROM、3GB RAM + 16GB ROM、3GB RAM + 32GB ROM。除了内存和存储空间外，其他硬件参数没有差异。
显示面板为5.2英寸HD+液晶屏，分辨率为18：9。
后置摄像头1300万像素，前置摄像头为800万像素。

### 软件
这款手机搭载了Android 8.1操作系统，并且其开发商HMD承诺Nokia 3.1提供两年系统更新和三年安全补丁更新。